# Roßlau (Elbe)
Roßlau was tot 30 juni 2007 een zelfstandige stad in de Duitse deelstaat Saksen-Anhalt in het district Anhalt-Zerbst. Per 1 juli 2007 is de stad gefuseerd met de stad Dessau tot de dubbelstad Dessau-Roßlau.